# Cuir cabellut

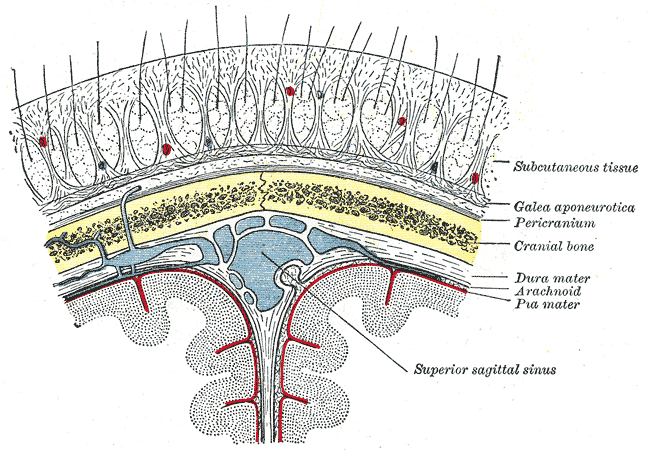
Representació d'una secció microscòpica del cuir cabellut

El cuir cabellut és la pell del crani humà que desenvolupa una pilositat del tipus del cabell. És diferent de les altres pells perquè sota hi ha una estructura molt vascularitzada amb gran ramificació de vasos sanguinis i responsable de les grans hemorràgies que hi causen les ferides. Té cinc capes: pell, teixit conjuntiu (dens), aponeurosi epicranial, teixit conjuntiu lax i pericrani. La més externa de les seves cinc capes és on es presenta la caspa. La calvície, el càncer de pell o el nevus són patologies del cuir cabellut.